# 小学館文庫小説賞
小学館文庫小説賞（しょうがくかんぶんこしょうせつしょう）は、小学館が2002年から2019年にかけて主催した公募の新人文学賞。長編小説を募集する。対象は「ストーリー性豊かなエンタテイメント小説」とされており、ジャンルは問わない。受賞作は原則として小学館より四六判で刊行されている。
日本語で書かれた未発表の長編小説を募集する。プロ・アマは問わない。枚数は、40字×40行のA4サイズの用紙で75枚（12万字）から200枚（32万字）まで。選考は、小学館「文庫・文芸」編集部が行う。受賞者には記念品と副賞100万円が与えられる。

## 受賞作一覧
特記以外、初刊は小学館、文庫は小学館文庫刊。
| 回（年）         | 応募数 | 賞          | 受賞・入選作                                          | 著者         | 初刊       | 文庫化     |
| ---------------- | ------ | ----------- | ----------------------------------------------------- | ------------ | ---------- | ---------- |
| 第1回（2002年）  | 645編  | 受賞        | 「感染 infection」                                    | 仙川環       | 2002年7月  | 2005年8月  |
| 第1回（2002年）  | 645編  | 佳作        | 「枯れてたまるか」                                    | 岡田斎志     |            | 2002年5月  |
| 第1回（2002年）  | 645編  | 佳作        | 「神隠し」                                            | 竹内大       |            | 2002年5月  |
| 第2回（2002年）  | 196編  | 受賞        | 「秋の金魚」                                          | 河治和香     | 2003年10月 | 2005年10月 |
| 第2回（2002年）  | 196編  | 佳作        | 「if」                                                | 知念里佳     |            |            |
| 第3回（2003年）  | 148編  | 受賞        | 「ジャッカーズ」                                      | 大石直紀     | 2003年11月 | 2006年3月  |
| 第3回（2003年）  | 148編  | 佳作        | 該当作なし                                            | 該当作なし   | 該当作なし | 該当作なし |
| 第4回（2003年）  | 175編  | 受賞        | 「ベイビー・シャワー」                                | 山田あかね   | 2004年8月  |            |
| 第4回（2003年）  | 175編  | 佳作        | 「キリハラキリコ」                                    | 紺野キリフキ | 2006年8月  | 2010年12月 |
| 第5回（2004年）  | 319編  | 受賞        | 「リアルヴィジョン」                                  | 山形由純     |            |            |
| 第5回（2004年）  | 319編  | 佳作        | 該当作なし                                            | 該当作なし   | 該当作なし | 該当作なし |
| 第6回（2005年）  | 571編  | 受賞        | 「あなたへ」                                          | 河崎愛美     | 2005年4月  | 2007年5月  |
| 第6回（2005年）  | 571編  | 佳作        | 該当作なし                                            | 該当作なし   | 該当作なし | 該当作なし |
| 第7回（2006年）  | 606編  | 受賞        | 該当作なし                                            | 該当作なし   | 該当作なし | 該当作なし |
| 第7回（2006年）  | 606編  | 佳作        | 該当作なし                                            | 該当作なし   | 該当作なし | 該当作なし |
| 第8回（2007年）  | 586編  | 受賞        | 「パークチルドレン」                                  | 石野文香     | 2007年10月 |            |
| 第8回（2007年）  | 586編  | 受賞        | 「廓の与右衛門 恋の顛末」                             | 中嶋隆       | 2007年10月 | 2013年12月 |
| 第9回（2008年）  | 380編  | 受賞        | 「千の花も、万の死も」                                | 斉木香津     | 2008年9月  | 2013年9月  |
| 第9回（2008年）  | 380編  | 優秀賞      | 「ある意味、ホームレス みたいなものですが、なにか？」 | 藤井建司     | 2008年8月  | 2010年11月 |
| 第9回（2008年）  | 380編  | 佳作        | 「秘密の花園」                                        | 泉スージー   |            |            |
| 第10回（2009年） | 356編  | 受賞        | 「神様のカルテ」                                      | 夏川草介     | 2009年8月  | 2011年6月  |
| 第10回（2009年） | 356編  | 優秀賞 佳作 | 該当作なし                                            | 該当作なし   | 該当作なし | 該当作なし |
| 第11回（2010年） | 447編  | 受賞        | 「絡繰り心中」                                        | 永井紗耶子   | 2010年9月  | 2014年3月  |
| 第11回（2010年） | 447編  | 優秀賞 佳作 | 該当作なし                                            | 該当作なし   | 該当作なし | 該当作なし |
| 第12回（2011年） | 434編  | 受賞        | 「マンゴスチンの恋人」                                | 遠野りりこ   | 2011年8月  | 2014年9月  |
| 第12回（2011年） | 434編  | 優秀賞      | 「時計塔のある町」                                    | 古賀千冬     |            |            |
| 第13回（2012年） | 590編  | 受賞        | 「ガラシャ夫人のお手玉」                              | 桐衣朝子     | 2013年5月  |            |
| 第14回（2013年） | 561編  | 受賞        | 「ドランク チェンジ」                                 | 八坂堂蓮     |            |            |
| 第15回（2014年） | 626編  | 受賞        | 「ハガキ職人カタギ！」                                | 風カオル     | 2014年11月 | 2017年5月  |
| 第16回（2015年） | 498編  | 受賞        | 「ヒトリコ」                                          | 額賀澪       | 2015年6月  | 2017年12月 |
| 第17回（2016年） | 470編  | 受賞        | 「そして灰色に融ける」                                | 鳥海嶺       |            |            |
| 第17回（2016年） | 470編  | 優秀賞      | 「猫町くんと猫と黒猫」                                | 樒屋京介     | 2018年7月  |            |
| 第18回（2017年） | 227編  | 受賞        | 「君のいない町が白く染まる時」                        | 安倍雄太郎   |            | 2018年2月  |
| 第19回（2018年） | 170編  | 受賞        | 「ほどなく、お別れです」                              | 長月雨音     | 2018年12月 | 2022年7月  |
| 第20回（2019年） | 158編  | 受賞        | 「春がまた来る」                                      | 黒田麻優子   | 2020年1月  |            |